# Neithard Bethke

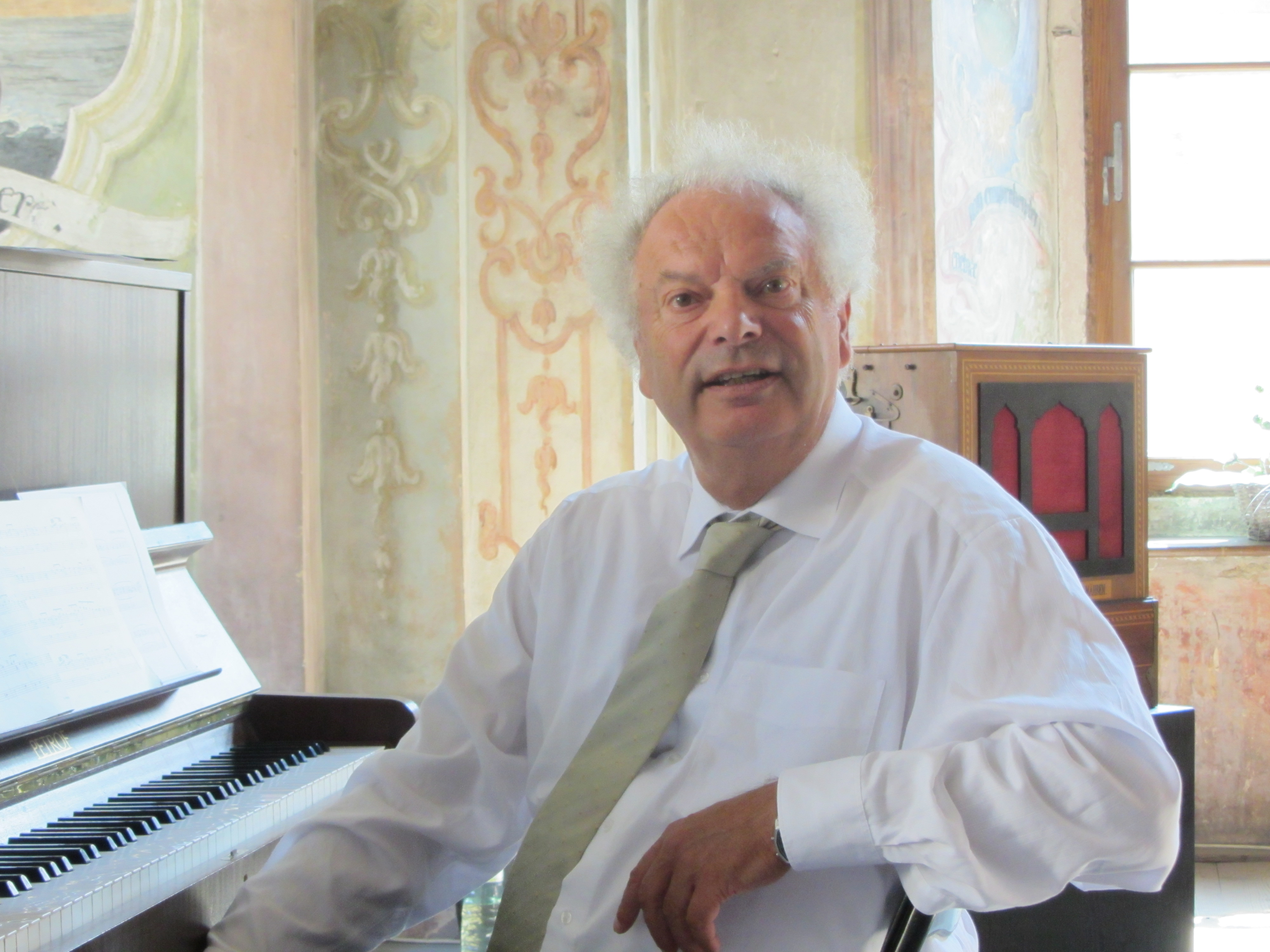
Neithard Bethke (2013)

Neithard Bethke (* 2. April 1942 in Wöhrden) ist ein deutscher Kirchenmusiker.

## Leben
Bethke wuchs in einem evangelischen Pfarrhaus auf. Er wurde als achtes von zehn Kindern einer Pastorenfamilie geboren. Seine Mutter war Professorin für Klavier. Im Alter von 13 versah Bethke seine erste Organistenstelle. Er studierte Kirchenmusik, Komposition und Dirigieren in Lübeck, Freiburg im Breisgau, Paris, Madrid und Hamburg. 1969 erhielt er die Berufung zum Kirchenmusiker am Ratzeburger Dom. Im Jahr 1972 wurde ihm der Titel des Kirchenmusikdirektors verliehen. Er ergänzte seine Ausbildung durch ein Studium der Musikwissenschaft, Theologie und Geschichte. 1988 promovierte er mit einer Arbeit über Kurt Thomas zum Dr. phil. 1999 wurde er „in Anerkennung und in Würdigung seiner herausragenden Verdienste um die Kirchenmusik und seiner kompositorischen Tätigkeit sowie seiner Leistungen um die ‚Ratzeburger Dommusiken‘ und den kulturellen Austausch mit Osteuropa“ mit der Ehrenprofessur des Landes Schleswig-Holstein ausgezeichnet. Zusätzlich zu seiner musikalischen Tätigkeit war Bethke von 1993 bis 2004 Wehrführer der Freiwilligen Feuerwehr in Ratzeburg. Er ist Träger des Bundesverdienstkreuzes am Bande.
Bethke konzertierte weltweit als Dirigent, Organist und Klavierbegleiter. Sein Repertoire reicht von geistlichen Oratorien über sinfonische Musik bis hin zu Opern.
Zum 30. April 2007 wurde er als Kirchenmusiker in Ratzeburg in den Ruhestand verabschiedet. Es folgten weitere Tätigkeiten als Dirigent des Akademischen Hochschulchors der Hochschule Zittau/Görlitz und des Deutschen Bachorchesters.

## Kompositionen (Auswahl)

### Wöhrdener OrgelbuchundWöhrdener Kantatenbuch
- Wöhrdener Orgelbuch. Sonaten, Suiten, Partita; u. a. über Adventslieder, polnische Weihnachts- und Hirtenlieder und Texte von Jochen Klepper, Joachim Neander, Dietrich Bonhoeffer, op. 1-6 / 1962–1964. Merseburger, Kassel EM 1834 – EM 1838

- Wöhrdener Kantatenbuch. Choralkantaten für konzertierende Orgel und Instrumente, Chor und Soli; „Von guten Mächten treu und still umgeben“, „Du bist als Stern uns aufgegangen“, „Gott wohnt in einem Lichte“, „Der Tag ist hin“,  op. 7-10 / 1965–1966. Merseburger, Kassel EM 963 – EM 966

### Lübecker MotettenbuchundLübecker Geistliche Konzerte
- Lübecker Motettenbuch. Motetten für 4-8stg. Chor und Orgel, „O Herr, mache mich zum Werkzeug Deines Friedens“, Quadrivium „Stationen auf dem Wege zur Freiheit“, Trivium „Jona“, Motette „Das Hohe Lied der Liebe“; Worte von Franz von Assisi, Dietrich Bonhoeffer, Uwe Steffen und der Heiligen Schrift, op. 11-14/1967-1968, Kassel: Merseburger, EM 567 – EM 570
- Lübecker Geistliche Konzerte. „Als mir angst war, rief ich den Herrn an“, „De morte“ Kleiner Totentanz, „Lieder vom Gottesknecht“, „De vita“; nach Worten der Heiligen Schrift, mittelalterlichen Text- und Bildtafeln, Variationen über das Volkslied „Es ist ein Schnitter, heißt der Tod“, op. 15-18 / 1969–1970. Merseburger, Kassel EM 580 – EM 582; EM 2121

### Lieder, Madrigale, Motetten
- Vier Liederzyklen. „Schlummer unter Dornrosen“, „Meine kleine Bambusflöte“, „Am Meer“, „Höhlenbilder“; u. a. nach Gedichten aus „Des Knaben Wunderhorn“, Nachdichtungen chinesischer Lyrik, Texten von Uwe Steffen und Hilde Domin, für Soli und kleine Besetzungen', op. 19-22 / 1971–1972. Merseburger, Kassel EM 534
- Zwei Madrigalzyklen. „Ich bin perplex“, „Pegasus und Steckenpferd“; nach Texten von Erwin Lüddeke für Chor und Klavier, op. 26-27 / 1976
- Motettenzyklen. „Geflügelte Worte“, „Psalmen“, „Geistliche Gedichte“, „…und hätte der Liebe nicht“, „Das unverschämte Glück“; nach Texten von Eva Zeller für Chor acapella, op. 36-39 / 1981–1982 und op. op. 72/2006
- „Dreißiger von einem Siebziger“, Schlager und Evergreens aus der Mitte des 20. Jahrhunderts, neu komponiert für Chor und Klavier, op. 105/2016
- Hallig-Psalmen. Motetten für Chor und Orgel; nach Texten u. a von Dietrich Heyde, op. 96/2014
- „Wir warten Dein, o Gottessohn“. Choralpartita für 4-5-stimmigen Chor a cappella zum Kirchenjahresende, op. 71/2005, Kassel 2010: Merseburger, EM 1006
- Zürcher Lieder. für Bariton und Cembalo (Klavier), op. 89/2012
- „Dürre“ & „Wind“. Motetten für Chor und Orgel; nach Gedichten von Uwe Steffen, op. 95 und 97/2014
- Fünf tschechische Volkslieder. für vierstimmigen Chor a cappella, op. 98/2014
- „Mozärtliche Sonette“. Ein musikalischer Spaß für vierstimmigen Chor und Klavier; nach Worten von Wolfgang Amadeus Mozart und frei nach seiner „Kleinen Nachtmusik“, op. 102/2015

### Oratorientrilogie
- „Media vita in morte sumus“. „Christus natus est hodie“. „Crucifixus est pro nobis“. Oratorien zum Totensonntag, zur Weihnachtszeit und zum Karfreitag für vier Soli, Sprecher, Gemeindegesang, großes Orchester, op. 23 – 25 / 1973 – 1975. Merseburger, Kassel EM 994, EM 995, EM992

### Ratzeburger Orgelbuch, Ratzeburger Chormusiken I+II, Ratzeburger Chorbuch
- Ratzeburger Orgelbuch. „Cathedralis Raceburgensis“, „Cantiones Gregorianae“, Symphonie in fis – moll, Konzert für zwei Orgeln über das Te Deum, Orgelmeditationen, Choralbearbeitungen, Symphonie und Konzert, op. 28-31 / 1977–1978
- Ratzeburger Chormusiken I. “Credo” – Vespergesang, Pfingstmusik, Johannis-Vesper, Michaelis-Messe, geistliche Chormusik für Soli, Chor, zwei Orgeln und Orchester, op. 32 – 35 / 1979 – 1980
- Ratzeburger Chormusiken II. Choralpartita, Abendkantaten, Psalmkantaten, Reqiemmusiken, Lieder, Motetten, Neuvertonungen von bekannten Kirchenliedern für Chor, Soli, kleine Besetzungen, op. 61-69 / 2001–2004
- Ratzeburger Chorbuch. Liturgische Sätze und Motetten für Gottesdienst und Konzert für Chor a cappella mit Instrumenten- und/oder Orgelbegleitung, op. 70/2005. Merseburger, Kassel EM 394

### Orchesterwerke
- De vita für Querflöte solo und Kammerorchester, op. 40/1983. „De morte“ für Violine solo und Kammerorchester, op. 41/1984. Appell „Wen es trifft“ für Solo, Orgel und Sinfonieorchester nach einem Gedicht von Hilde Domin, op. 42/1985. „Die Taube“ Pfingstmusik, op. 43/1986. „Te Deum“ Konzert für Orgel und großes Bläserorchester, op. 44/1987. „Concertante“ Konzertmusik für Oktett, op. 45/198
- Symphonie Nr. 1 „Da Pacem“, in drei Sätzen für Alt-Solo, Tenor-Solo, Chor, Orgel und großes Orchester, op. 50/1991
- Symphonie Nr. 2 „Eine kosmische Parabel“ für vier Vokalsolisten, Chor, Orgel, Klavier, Schlagwerk und großes Symphonieorchester, op. 60/2000
- Symphonie Nr. 3 in fünf Sätzen für Orgel, Sopran- und Baß-Solo und großes Orchester -Texte von Leo Tolstoi, op. 90/2014
- Symphonische Tänze für großes Orchester, op. 80/2013
- Bearbeitung der sechs Gellert-Lieder von Ludwig van Beethoven, für Sopran und großes Orchester, op. 74/2006

### Oratorische Werke
- Christus – Oratorium. nach Texten des apokryphen Thomas – Evangeliums für Soli, Chor, Orgel und Orchester, op. 99/2015
- Geistliches Oratorium „Lux aeterna“, in zehn Sätzen nach Worten der Heiligen Schrift, der alten Kirchenväter, mystischen Texten des Barock und Gedichten der Romantik für Soli, Chor, Orgel, Klavier, großes Orchester, op. 100/2016
- Missa Solemnis „Königsberger Messe“ in Es-Dur, für vier Vokalsolisten, Chor, Orgel, großes Orchester nach Texten der traditionellen Liturgie, sowie Gedichten, op. 55/1995
- Symphonische Choralphantasie zur Jahrtausendwende. In vier Sätzen über vier Choräle zum Jahresende für konzertante Orgel, Blechbläserquintett, drei Pauken, Große und Kleine Trommel, 7 Röhrenglocken, Vokalquartett, op.59/1999
- Lux Aeterna op. 100

### Kammermusikalische Werke
- Musikalischer Jahreskalender. 12 kleine Stücke für Klavier solo, op. 81/2007. Merseburger, Kassel 2008, EM 2168
- Bearbeitung der Klaviervariationen Es-Dur von Joseph Haydn für Streichorchester, op. 85/2010
- Drei Impromptus für Klavier solo, op. 86/2011
- Konzertmusik für Querflöte und Klavier, op. 87/2011
- Klarinettensextett für Klarinette, Harfe und Streichquartett, op. 88/2011

### Kleine Chorkantaten I + II
- kleine Chorkantaten I. „Die Tage sind so dunkel“, „O du, mein Trost und süßes Hoffen“, „Vom Himmel hoch, o Englein kommt“,  „Engel auf den Feldern singen“, Kantaten zum Advent und zur Weihnachtszeit für Sopransolo, Solistenquartett, Chor, Orgel, konzertierende Querflöte und Orchester, op. 46-49 / 1989–1990. Merseburger, Kassel EM 972, EM 917, EM 974, EM 975
- kleine Chorkantaten II. „Komm zum Kreuz mit deinen Lasten“, „Surrexit Christus hodie - Erstanden ist der heilig Christ“, „Geh aus mein Herz und suche Freud“, „Schönster Herr Jesu“, Kantaten zur Passionszeit, Osterzeit und Sommerzeit, Soli, Solistenquartett, Chor, Orgel, Orchester, op. 51-54 / 1992–1993

### Orgelwerke
- Ludi organi – ein musikalisches Reisetagebuch. Band 1: Zehn größere Orgelwerke, op. 56 / Nr. 1-10, 1965–1974
- Ludi organi – ein musikalisches Reisetagebuch. Band 2: Gesänge durch das Kirchenjahr. Heft 1: Zehn Choralbearbeitungen für Orgel, op. 57 / Nr. 1-5. Kassel: Merseburger 2011 (EM 1819) ISMN 979-0-2007-1618-4
- Ludi organi – ein musikalisches Reisetagebuch. Band 2: Gesänge durch das Kirchenjahr. Heft 1: Zehn Choralbearbeitungen für Orgel, op. 57 / Nr. 6-10. Kassel: Merseburger 2011 (EM 1881) ISMN 979-0-2007-1679-5
- Ludi organi – ein musikalisches Reisetagebuch. Band 3: Zehn Werke für Orgel plus Instrument oder Gesangsstimme, op. 58/Nr. 1–10, Kassel: Merseburger
- Bearbeitung der Symphonie d-moll von César Franck, op. 75/2007
- Ludus Organisticus. 10 kleine Zittauer Orgelspiele, op. 82/2008
- Bearbeitung des Orgelkonzertes C-Dur von Joseph Haydn, op. 83/2009
- Introduktion, Ricercar und Choral für 8 Soloinstrumente und Orgel oder Cembalo, op. 84/2010
- Toccata fantastica. für große Orgel, op. 92/2012
- Suite für Orgel. 10 kleine Orgelstücke, op. 101/2014
- Zehn Bearbeitungen für Orgel. von Originalorchesterwerken von Händel, Bach, Mozart, Franck, Stravinsky, op. 104/2015

### Szenische Werke und Bühnenwerke
- Der Kleine Prinz. Bühnenmusik für Marionettentheater – für Streichquintett, drei Holzbläser, Harfe, Cembalo und Vibraphon, op. 76/2007

- „Tempel – Tanz – Tod“. Bühnenmusik zum Schauspiel „Gold der Götter“ von Fritz Fey für Menschen und Puppen (Schwarzes Theater) für Holzbläser, Schlagzeug und Klavier, op. 77/2007
- „Musikalisches Altartriptychon“. „Der Ackermann und der Tod“. szenisches Mysterienspiel für einen Kirchenraum, nach textlichen Vorwürfen des Johannes von Saaz (um 1400), op. 78 und 79/2007

## Schriften
- Kurt Thomas: Studien zu Leben und Werk. Kassel: Merseburger 1998 (EM 1540) ISBN 978-3-87537-232-8, Zugl.: Univ. Diss., Kiel 1988

## Herausgeber
- Gotthelf Hoffmann: Betzendorfer Orgelbüchlein. Merseburger, Kassel (Edition Merseburger 1892) ISMN 979-0-2007-1692-4
- Johann Trier: Götter Gott, erhabnes Wesen. Merseburger, Kassel 2011 (Edition Merseburger 996) ISMN 979-0-2007-3285-6 (Musikarchiv des Ratzeburger Doms Band 1)
- Christian Gotthilf Tag: Kündlich groß ist das gottselige Geheimnis. Merseburger, Kassel 2014 (Edition Merseburger 997) ISMN 979-0-2007-3287-0 (Musikarchiv des Ratzeburger Doms Band 2)
- Johann Heinrich Rolle: Singt froh dem Herrn: aufs Erndtenfest. Merseburger, Kassel 2015 (Edition Merseburger 998) ISMN 979-0-2007-3291-7 (Musikarchiv des Ratzeburger Doms Band 3)

## Hausorgel
Die Hausorgel von Neithard Bethke wurde 1977 von der Firma Klaus Becker  erbaut. Das Instrument hat Schleifladen, die Spiel- und die Registertraktur sind mechanisch.
| I Manual C–g3    |    |
| Gedackt          | 8′ |
| Rohrflöte        | 4′ |
| Prinzipal        | 2′ |
| Sesquialtera II  |    |
| Scharfzimbel III |    |

| II Manual C–g3 |    |
| Rohrflöte      | 8′ |
| Prinzipal      | 4′ |
| Waldflöte      | 2′ |
| Mixtur III     |    |
| Trompetenregal | 8′ |

| Pedal C–f1 |     |
| Subbaß     | 16′ |
| Baßflöte   | 08′ |

- Koppeln: II/I, II/P, I/P
- Tremulant über das ganze Werk